# Sawyers Bay
Sawyers Bay est une banlieue de la ville de Dunedin, située dans l’île du Sud de la Nouvelle-Zélande.

## Situation
Sawyers Bay est située à 3 km  au sud-ouest de la ville de Port Chalmers dans une large vallée, sur les berges de « Mussel Bay », à 13 km vers le nord-est du centre-ville de Dunedin.
La banlieue est située sur la berge ouest de Otago Harbour, et elle siège entre 2 promontoires rocheux : celui de Port Chalmers dans l’est et celui de Roseneath à l’Ouest.
La ligne de chemin de fer de la ligne principale de l’île du sud (en) et la  route State Highway 88/S H 88 (en) courent sur les berges de la baie.

## Toponymie
Le nom de la banlieue est une indication de l’occupation de scierie de bois de nombreux colons dès les premiers temps de la colonisation.

## Activité économique
La baie de Sawyers fournissait l’essentiel des bois d’œuvre pour les constructions initiales des maisons et pour l’industrie aussi bien de la cité de Dunedin que du secteur de Port Chalmers.
Il ne reste que peu de choses des premières industries de la zone de la baie nommée : Sawyers Bay.
C’est maintenant une banlieue très largement résidentielle, qui s’étale autour d’une longue rue, qui part vers l’intérieur à partir de la baie elle-même. Cette rue est appelée ‘Station Road’ à son extrémité costale et ‘Hall Road’ plus à l’intérieur. À son extrémité proche de la mer, elle est reliée à la route State Highway 88/S H 88 (en), qui est la route principale, qui longe la côte ouest du mouillage d’Otago Harbour allant de la ville de Port Chalmers jusqu’à la cité de Dunedin via la localité de Saint Leonards et celle de Ravensbourne.
Plus à l’intérieur, les routes se branchent sur celle-ci, la plus importante étant ‘Stevenson Avenue’, qui relie en retour une route en arrière avec la ville de Port Chalmers nommée : ’Borlases Road’ à l’est, et avec ‘Upper Junction Road’ à l’ouest.
‘Upper Junction Road’, est l’ancienne route sinueuse menant jusqu’à Port Chalmers à partir de la banlieue de Dunedin au niveau de la banlieue de North East Valley, qui grimpe pour rejoindre l’ancienne route du mont Cargil (en), qui étaient elle-même l’ancienne sortie nord de Dunedin, reliant la zone principale de la ville avec la localité de Waitatien passant par Normanby.
Un autre élément caractéristique notable du secteur de Sawyers Bay est le parcours du « Port Chalmers Golf Course », situé au nord de Sawyers Bay. 
Un chemin de randonnée nommé : « Grahams Bush », relie la terminaison de ‘Hall Road’ avec la ‘route du Mont Cargill’.
La famille la plus prolifique de Sawyers Bay est le clan des McLachlan, dont les immeubles remontent à la colonisation pré-européenne. 
La base de sa population actuelle est maintenant formée de résidents en rapport avec la marine et un important contingent de soldats du feu.